# C/1941 B1 Friend-Reese-Honda
C/1941 B1 (Friend-Reese-Honda) è indicata come una cometa non periodica nonostante sia una cometa periodica in quanto non è ancora stata osservata ad un secondo passaggio al perielio, quando questo avverrà, si presume attorno all'anno 2296, riceverà la numerazione definitiva e sarà considerata una cometa periodica.